# Sociedade 10 de Dezembro

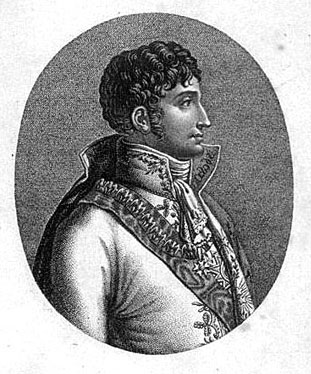
Louis Bonaparte

Criada em 1849 por Luís Bonaparte como uma sociedade beneficente, a Sociedade 10 de Dezembro foi a base de apoio político para o golpe de 2 de dezembro de 1851, quando o presidente destituiu a Assembleia Nacional Francesa da Segunda República Francesa. Os "dezembristas", como eram chamados os membros da Sociedade, faziam parte do lumpemproletariado de Paris, termo introduzido por Marx em O 18 Brumário de Luís Bonaparte para descrever a classe de indivíduos sem escrúpulos cujo único objetivo era enriquecer, formada por pessoas de fortunas duvidosas, soldados desligados do exército, ex-presidiários, foragidos, vagabundos, donos de bordéis etc. Na sua disputa contra os democratas e realistas dentro da Assembleia Nacional, Luís Bonaparte supostamente utilizava os dezembristas para intimidar os adversários políticos com ameaças de conspirações e até de morte.
Pressionado pela Assembleia diante de abusos cometidos por membros da Sociedade, o presidente decretou sua dissolução formal, mas ela continuou existindo e apoiando secretamente as intrigas em favor das aspirações absolutistas de Louis Bonaparte.